# Lương Hiển
Lương Hiển (Không rõ năm sinh – mất 20/5 Âm lịch), ông là một danh tướng thời nhà Hậu Lê triều đại của vua Lê Hiển Tông, quê ở huyện Hương Sơn, tỉnh Hà Tĩnh.

## Tiểu sử
Tướng Lương Hiển từ nhỏ sinh ra thông minh, có năng khiếu về võ thuật. Ông học giỏi, là người có năng lực về quân sự, từng phò tá nhà Hậu Lê có nhiều công trạng. Ông từng là Phấn lực tướng quân. Ông giành được nhiều công lao nên được vua Lê Hiển Tông ban tặng nhiều chức vụ. Trong đó có các chức vụ được phong năm Cảnh Hưng – 1784 như: Phấn lực tướng quân, hiệu lệnh Tư Tráng sĩ Bá Hộ, Tráng tiết tướng quân hiệu lệnh tư xưng Kim tráng sĩ Thiết kỵ uý Phó Thiên hộ.
Không rõ ngày tháng năm mất của danh tướng Lương Hiển, nên con cháu cụ đã lấy ngày 20/5 âm lịch hàng năm làm ngày giổ tổ. Danh tướng Lương Hiển cũng đứng đầu chi của dòng họ Lương và là cụ tổ họ Lương tại huyện Hương Sơn, Hà Tĩnh.
Nhà thờ Danh tướng Lương Hiển được lập tại thị trấn Phố Châu, Hương Sơn, Hà Tĩnh. Đây cũng là di tích văn hóa được Ủy ban nhân dân tỉnh Hà Tĩnh công nhận là "Di tích lịch sử văn hóa cấp tỉnh" của Hà Tĩnh vào ngày 05/7/2011.

## Vinh danh
Danh tướng Lương Hiển được Vua Cảnh Hưng ban thưởng lớn vì lập rất nhiều công trạng. Đặc biệt, trong một ngày có hai đạo sắc phong thưởng vượt cấp (đời Cảnh Hưng năm thứ 44, ngày 26 tháng chạp năm 1784). Hai sắc phong này đang giao tộc trưởng chi 2 cất giữ:
- Sắc 1: Phong làm Phấn lực tướng quân, hiệu lệnh Sư Tráng sĩ Bá Hộ Truật.
- Sắc 2: Phong làm Tráng liệt Tướng quân hiệu lệnh Tư Uy Kiến Tráng sĩ Thiết Nhị Ứng Phó Thiên hộ.